# Philo Ikonya
Philo Ikonya es una escritora, periodista y activista de los derechos humanos keniata. Sus artículos y libros cubren a menudo la situación política actual del país africano. Fue presidenta de la rama keniana de PEN, la asociación internacional de escritores. Después de varios arrestos por su activismo y una severa paliza en 2009 mientras estaba bajo custodia policial, tuvo que abandonar su país natal.

## Plano personal
Además de artículos en revistas y periódicos, Ikonya ha publicado libros de poesía y una novela, Kenya, Will You Marry Me? También tradujo un libro de poesía del poeta chino Jidi Majia al idioma kiswahili. Ikonya asistió a la Universidad de Nairobi, donde obtuvo una maestría en literatura. Ha brindado clases de semiótica en la Universidad Católica de África Oriental.

## Activismo
Durante su estancia en Kenia, Ikonya participó activamente en la defensa de los derechos humanos mediante activismo sin violencia, y fue detenida en dos ocasiones en 2007. En una protesta en 2008 contra el entonces presidente de Kenia, Mwai Kibaki, la activista afirmó: "Todos los días está ocurriendo algo que demuestra la insensibilidad de los líderes, por lo que hay descontento general". En 2009 se enteró de que el libro de la periodista británica Michela Wrong It's Our Turn to Eat: The Story of a Kenyan Whistle-Blower estaba disponible internacionalmente pero censurado en Kenia. Ikonya y otros miembros keniatas del PEN adquirieron copias de la obra y las llevaron de vuelta a Kenia para una realizar distribución más amplia.
El 18 de febrero de 2009, Ikonya y otras dos personas fueron detenidas frente al Parlamento de Kenia en una protesta contra la hiperinflación. Mientras se encontraba bajo custodia policial, fue golpeada severamente por un agente de policía. Ese mismo año, dejó Kenia y se mudó en calidad de refugiada a Oslo, Noruega. En Europa continuó participando en reuniones de PEN.